# Hôpital chirurgical d'Helsinki
L'hôpital chirurgical d'Helsinki (en finnois : Kirurginen sairaala, en suédois : Kirurgiska sjukhuset), communément nommé Kirurgi ou Kirra est un hôpital du HUS situé en bordure du Parc de l’observatoire dans le quartier d'Ullanlinna à Helsinki,.

## Présentation
Il est géré par le Centre hospitalier universitaire d'Helsinki. 
En plus du service chirurgical, il dispose d'un service de médecine interne.

## Architecture
En raison de l'importance de construire un hôpital, la ville fait du  terrain. 
Les premiers plans de l'hôpital ont été réalisés par Hampus Dalström au milieu des années 1870. 
Cependant, ces plans ne satisfaisant pas les milieux médicaux, un concours international d'architecture pour l'hôpital chirurgical est lancé par le Sénat en 1877.
Le concours est remporté par le Suisse Sigismund Ringier et Ludwig Bohnstedt.
Cependant, le comité de construction du bâtiment n'a pas jugé les plans réalisables.
Le plan final est élaboré en 1885 par l'architecte Frans Anatolius Sjöström sur la base des propositions gagnantes. 
Les travaux de construction commencent en 1886 et sont achevés en 1888 par l'architecte Helge Rancken,,,.
Le groupe hospitalier comprenait le bâtiment principal, trois dépendances, un sauna et une morgue. 
En outre, il y avait un bloc d'isolement dans son propre bâtiment en bois, qui a ensuite servi de musée d'histoire médicale.
Otto Meyer de Hambourg a remporté un concours international distinct pour la conception d'une installation de chauffage et de climatisation.
De nouveaux bâtiments seront adjoints comme en 1973 le service des urgences conçu par Eija et Olli Saijonmaa. 
Il possède alors un terrain d’atterrissage pour hélicoptères.
Le service des urgences a fermé en 1994 et le terrain pour hélicoptères a été détruit en 2010.
En mars 2020, l'hôpital est transformé en établissement de soins contre la maladie à coronavirus 2019 .

## Tramway
Kirurgi (en suédois : Kirurgen) est aussi le nom du terminus de la ligne 10 du tramway d'Helsinki qui jouxte l'hôpital. 

## Galerie

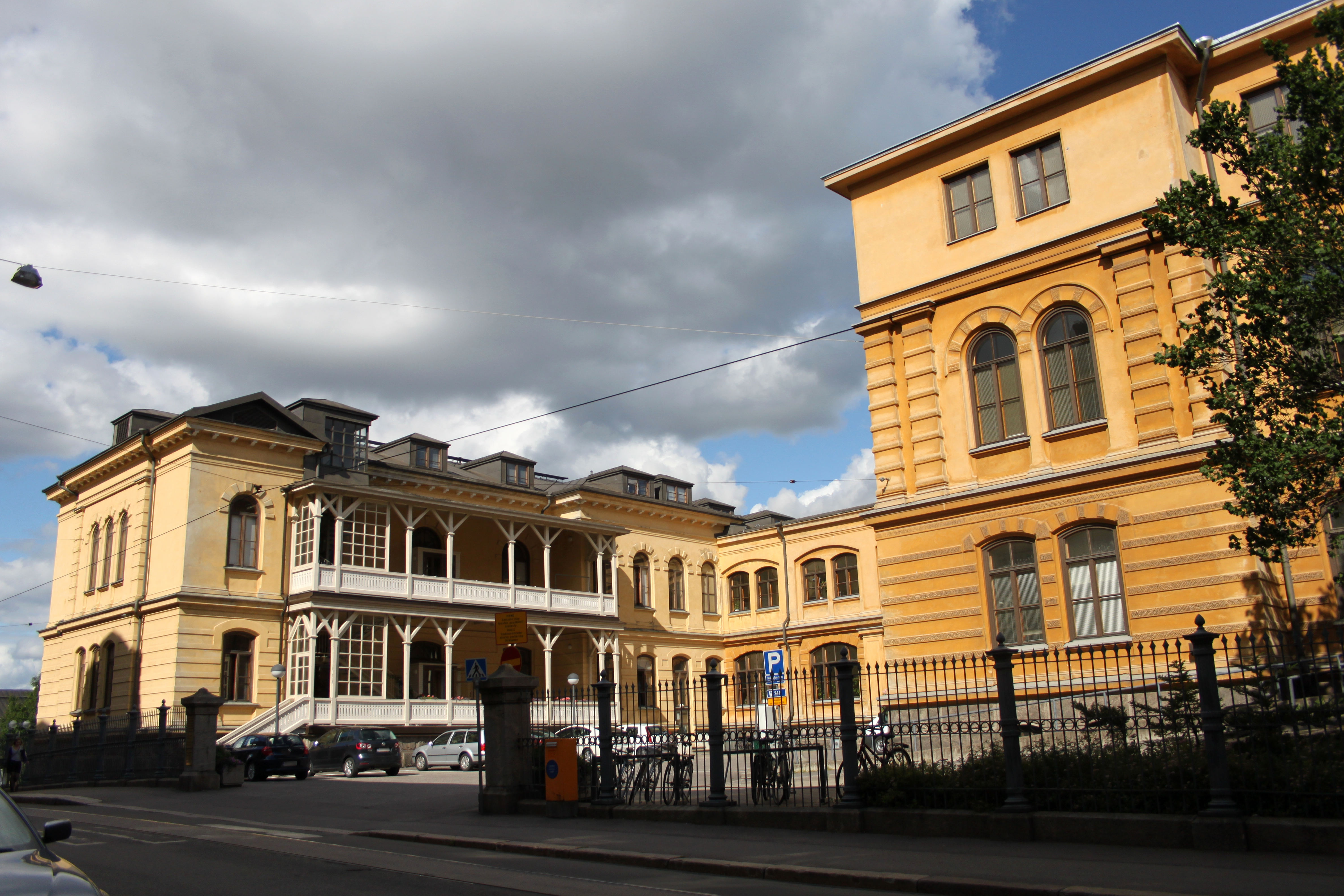
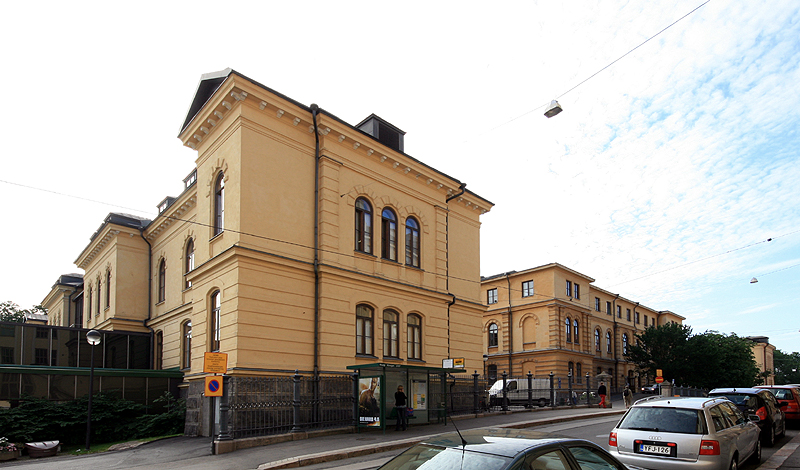
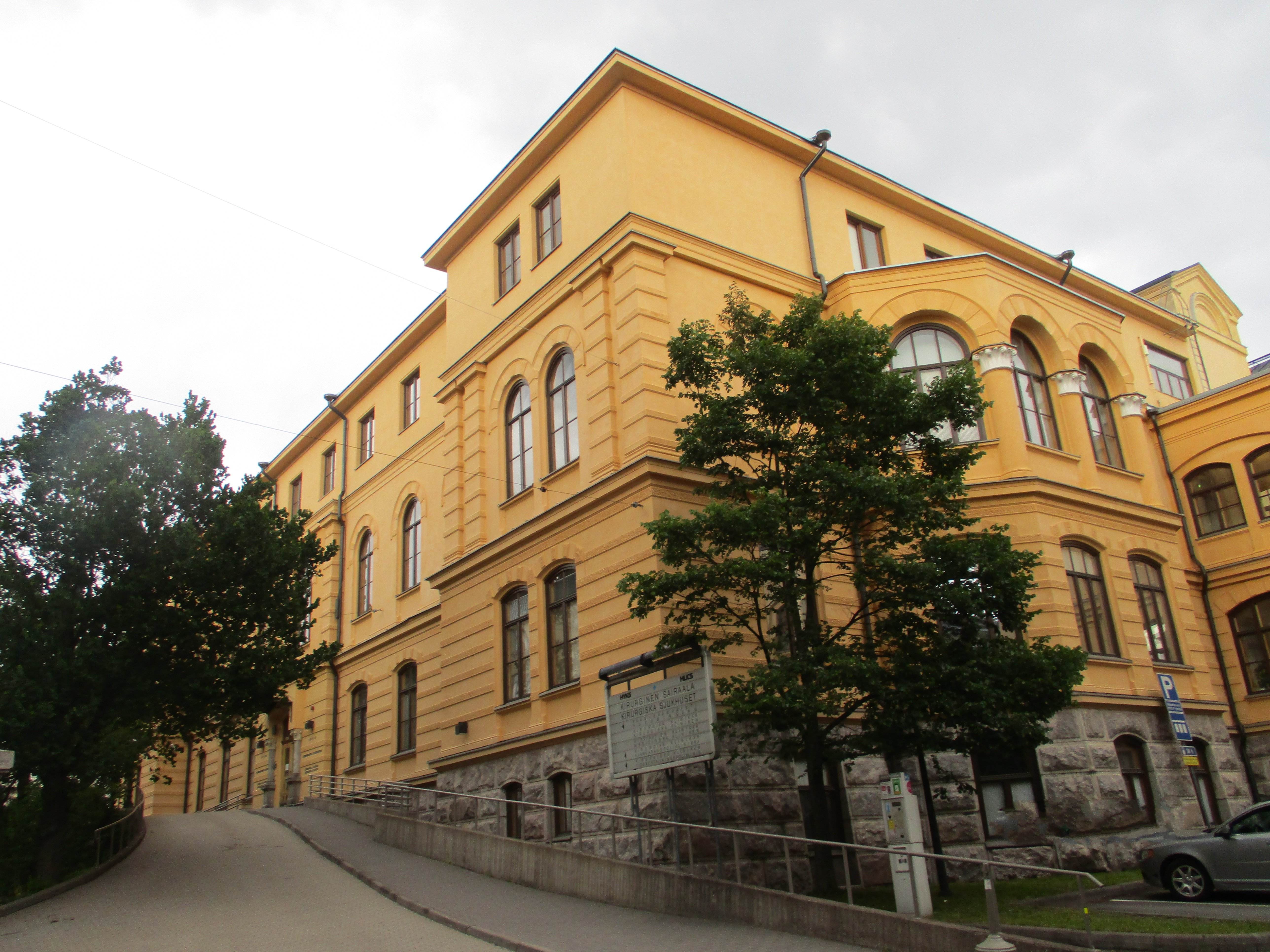